# 봉강사
봉강사(鳳岡祠)는 대한민국 전라남도 나주시 문평면 오룡리에 있는 사당이다. 1984년 2월 29일 전라남도의 문화재자료 제94호로 지정되었다.

## 개요
고려 때 문신인 라문규(1312∼1355)와 라계종(1339∼1415)의 제사를 모시기 위해 금성 라씨 문중에서 세운 사당이다.
라문규는 고려 충혜왕 1년(1334) 문과에 급제하고 명경박사를 거쳐 공민왕 1년(1352) 서해안 염사를 지냈으며, 나계종은 공양왕 2년(1390) 예문관제학을 지내고 정몽주가 순절하자 벼슬을 버리고 고향에 돌아와 초가집을 지어 주변에 소나무와 대나무를 심고 자신의 호를 죽헌(竹軒)이라 하고 여생을 보냈다.
지은 시기를 정확하게 알 수 없으나 흥선대원군의 서원철폐령으로 헐렸다가 1924년 복원하였다. 앞면 3칸·옆면 2칸 규모의 건물로, 지붕은 옆면에서 볼 때 여덟 팔(八)자 모양을 한 팔작지붕이다. 1951년 사방으로 1칸씩을 늘리기 위해 지붕을 새로 설치하여 밖에서 보면 2층 누각처럼 보인다. 이곳은 금성 나씨의 종친회를 여는 장소일 뿐만 아니라 고목이 둘려 있어 마을 주민들의 휴식공간으로도 사랑받고 있다.

## 참고 자료
- 봉강사 - 국가유산청 국가유산포털